# Yu Zhuanghui
Yu Zhuanghui (né le 12 avril 1962) est un athlète chinois, spécialiste du sprint.

Il participe au 100 m des Jeux olympiques d'été de 1984. 